# Бервік (Нова Шотландія)
Бервік (англ. Berwick) — містечко в Канаді, у провінції Нова Шотландія, у складі графства Кінгс.

## Населення
За даними перепису 2016 року, містечко нараховувало 2509 осіб, показавши зростання на 2,2%, порівняно з 2011-м роком. Середня густина населення становила 381,3 осіб/км².
З офіційних мов обидвома одночасно володіли 190 жителів, тільки англійською — 2 135. Усього 35 осіб вважали рідною мовою не одну з офіційних.
Працездатне населення становило 56,2% усього населення, рівень безробіття — 9,2% (10,6% серед чоловіків та 8% серед жінок). 89,4% осіб були найманими працівниками, а 7,8% — самозайнятими.
Середній дохід на особу становив $35 375 (медіана $28 821), при цьому для чоловіків — $41 205, а для жінок $30 569 (медіани — $35 408 та $24 256 відповідно).
20,7% мешканців мали закінчену шкільну освіту, не мали закінченої шкільної освіти — 20,2%, 59,3% мали післяшкільну освіту, з яких 31,9% мали диплом бакалавра, або вищий.
| Статево-вікова структура населення | Статево-вікова структура населення | Статево-вікова структура населення | Статево-вікова структура населення | Статево-вікова структура населення |
| ---------------------------------- | ---------------------------------- | ---------------------------------- | ---------------------------------- | ---------------------------------- |
|                                    |                                    |                                    |                                    |                                    |
| Всього                             | Всього                             | 44,5%55,5%                         |                                    |                                    |
| 0 — 14 років                       | 0 — 14 років                       |                                    | 12%                                | 12%                                |
| 15 — 64 років                      | 15 — 64 років                      |                                    | 54,4%                              | 54,4%                              |
| 65 і більше                        | 65 і більше                        |                                    | 33,7%                              | 33,7%                              |
| 85 і більше                        | 85 і більше                        |                                    | 8,2%                               | 8,2%                               |
| Середній вік (років)               | Середній вік (років)               | 47,553,1                           | 50,6                               | 50,6                               |
| Медіана (років)                    | Медіана (років)                    | 51,055,9                           | 54,2                               | 54,2                               |
| — чоловіки — жінки                 |                                    |                                    |                                    |                                    |

| Походження мешканців:     | Походження мешканців:     | Походження мешканців: | Походження мешканців: | Походження мешканців: |
| ------------------------- | ------------------------- | --------------------- | --------------------- | --------------------- |
| Походження                |                           |                       | осіб                  | %                     |
| Корінні американці        | Корінні американці        |                       | 165                   | 7.4%                  |
| Інше північноамериканське | Інше північноамериканське |                       | 945                   | 42.38%                |
| Європейське               | Європейське               |                       | 1 715                 | 76.91%                |
| британське                | британське                |                       | 1 460                 | 65.47%                |
| французьке                | французьке                |                       | 325                   | 14.57%                |
| українське                | українське                |                       | 10                    | 0.45%                 |
| Латинськоамериканське     | Латинськоамериканське     |                       | 15                    | 0.67%                 |
| Карибське                 | Карибське                 |                       | 20                    | 0.9%                  |
| Африканське               | Африканське               |                       | 15                    | 0.67%                 |
| Азійське                  | Азійське                  |                       | 30                    | 1.35%                 |

| Зайнятість населення за галузями (за класифікацією NOC): | Зайнятість населення за галузями (за класифікацією NOC): | Зайнятість населення за галузями (за класифікацією NOC): | Зайнятість населення за галузями (за класифікацією NOC): | Зайнятість населення за галузями (за класифікацією NOC): |
| -------------------------------------------------------- | -------------------------------------------------------- | -------------------------------------------------------- | -------------------------------------------------------- | -------------------------------------------------------- |
|                                                          |                                                          |                                                          |                                                          |                                                          |
| Управління                                               | Управління                                               |                                                          | 10,4%                                                    | 10,4%                                                    |
| Бізнес, фінанси та адміністрування                       | Бізнес, фінанси та адміністрування                       |                                                          | 14,7%                                                    | 14,7%                                                    |
| Природничі та прикладні науки                            | Природничі та прикладні науки                            |                                                          | 4,3%                                                     | 4,3%                                                     |
| Охорона здоров'я                                         | Охорона здоров'я                                         |                                                          | 11,4%                                                    | 11,4%                                                    |
| Освіта, правозахист, муніципальні та урядові служби      | Освіта, правозахист, муніципальні та урядові служби      |                                                          | 14,7%                                                    | 14,7%                                                    |
| Мистецтво, культура, відпочинок та спорт                 | Мистецтво, культура, відпочинок та спорт                 |                                                          | 1,4%                                                     | 1,4%                                                     |
| Роздрібна торгівля та послуги                            | Роздрібна торгівля та послуги                            |                                                          | 21,3%                                                    | 21,3%                                                    |
| Гуртова торгівля, транспорт та обладнання                | Гуртова торгівля, транспорт та обладнання                |                                                          | 13,3%                                                    | 13,3%                                                    |
| Природні ресурси, сільське господарство                  | Природні ресурси, сільське господарство                  |                                                          | 3,3%                                                     | 3,3%                                                     |
| Виробництво                                              | Виробництво                                              |                                                          | 5,7%                                                     | 5,7%                                                     |

## Клімат
Середня річна температура становить 6,6°C, середня максимальна – 23,2°C, а середня мінімальна – -12,2°C. Середня річна кількість опадів – 1 182 мм.
| Клімат поселення                              | Клімат поселення | Клімат поселення | Клімат поселення | Клімат поселення | Клімат поселення | Клімат поселення | Клімат поселення | Клімат поселення | Клімат поселення | Клімат поселення | Клімат поселення | Клімат поселення | Клімат поселення |
| Показник                                      | Січ.             | Лют.             | Бер.             | Квіт.            | Трав.            | Черв.            | Лип.             | Серп.            | Вер.             | Жовт.            | Лист.            | Груд.            |                  |
| Середній максимум, °C                         | −0,19            | 0,33             | 4,79             | 10,70            | 16,74            | 21,88            | 23,22            | 22,68            | 18,06            | 12,50            | 7,47             | 0,99             |                  |
| Середня температура, °C                       | −6,2             | −5,66            | −1,21            | 4,70             | 10,74            | 15,89            | 19,26            | 18,72            | 14,09            | 8,55             | 3,52             | −2,95            |                  |
| Середній мінімум, °C                          | −12,19           | −11,67           | −7,21            | −1,3             | 4,75             | 9,88             | 15,30            | 14,77            | 10,15            | 4,59             | −0,44            | −6,92            |                  |
| Норма опадів, мм                              | 112              | 93               | 105              | 84               | 93               | 87               | 92               | 86               | 91               | 100              | 121              | 118              |                  |
| Середньомісячна швидкість вітру, м/с          | 4.03             | 4.02             | 4.07             | 3.96             | 3.56             | 3.27             | 2.95             | 2.87             | 3.13             | 3.55             | 3.78             | 4.05             |                  |
| Середньомісячна сонячна радіація, кДж/м²·день | 4873             | 8224             | 12083            | 15118            | 18102            | 20408            | 20186            | 17988            | 13677            | 8783             | 4979             | 3798             |                  |
| --------------------------------------------- | ---------------- | ---------------- | ---------------- | ---------------- | ---------------- | ---------------- | ---------------- | ---------------- | ---------------- | ---------------- | ---------------- | ---------------- | ---------------- |
| Джерело:                                      |                  |                  |                  |                  |                  |                  |                  |                  |                  |                  |                  |                  |                  |